# Rumuńscy posłowie do Parlamentu Europejskiego 2009–2014
Rumuńscy posłowie VII kadencji do Parlamentu Europejskiego zostali wybrani w wyborach przeprowadzonych 7 czerwca 2009.

## Lista posłów
Wybrani z listy Partii Socjaldemokratycznej i Partii Konserwatywnej
- Kandydaci PSD:
  - Victor Boștinaru
  - Minodora Cliveti, poseł do PE od 18 maja 2012
  - Corina Crețu
  - Viorica Dăncilă
  - Ioan Enciu
  - Cătălin-Sorin Ivan
  - Ioan-Mircea Pașcu
  - Daciana Sârbu
  - Adrian Severin
  - Silvia Adriana Țicău
- Kandydat PC:
  - George Sabin Cutaș

Wybrani z listy Partii Demokratyczno-Liberalnej
- Elena Antonescu
- Sebastian Bodu
- Petru Luhan
- Monica Macovei
- Marian-Jean Marinescu
- Iosif Matula
- Rareș-Lucian Niculescu
- Cristian Preda
- Theodor Stolojan
- Traian Ungureanu

Wybrani z listy Partii Narodowo-Liberalnej
- Roberto Dietrich, poseł do PE od 11 czerwca 2014
- Eduard-Raul Hellvig, poseł do PE od 4 września 2013
- Norica Nicolai
- Adina Vălean
- Renate Weber

Wybrani z listy Węgierskiej Unii Demokratycznej w Rumunii
- Csaba Sógor
- László Tőkés
- Gyula Winkler

Wybrani z listy Partii Wielkiej Rumunii
- Claudiu Ciprian Tănăsescu
- Corneliu Vadim Tudor
- Dan Zamfirescu, poseł do PE od 9 stycznia 2013

Wybrana jako kandydat niezależny
- Elena Băsescu (członek PDL)

Byli posłowie VII kadencji do PE
- George Becali (wybrany z listy Partii Wielkiej Rumunii), do 18 grudnia 2012
- Cristian Bușoi (wybrany z listy PNL), do 16 czerwca 2013
- Ramona Mănescu (wybrana z listy PNL), do 27 sierpnia 2013
- Rovana Plumb (wybrana z listy PSD-PC, kandydatka PSD), do 6 maja 2012
- Ovidiu Silaghi (wybrany z listy PNL), od 4 września 2013 do 10 czerwca 2014